# 伊倫
伊倫（西班牙語：Irún）是西班牙巴斯克地區吉普斯夸省的主要城市之一。伊倫以比達索阿河岸與法國交界，是西邊境交接城市。城內產業為鋼鐵造紙等，人口約五萬五千人。

## 外部連結
- San Pedro y San Marcial. Alarde de Irún